# Metabelbella flagellata
Metabelbella flagellata är en kvalsterart som först beskrevs av Balogh och Sandór Mahunka 1969.  Metabelbella flagellata ingår i släktet Metabelbella och familjen Damaeidae. Inga underarter finns listade i Catalogue of Life.